# Джиммі Ву (персонаж)
Джеймс Ву (Ву Єт Джет) — вигаданий секретний агент, з коміксів американського видавництва Marvel Comics. Китайсько-американський персонаж, створений письменником EC Comics Аль Фельдштейном та художником Джо Манієлі, вперше з'явився у « Жовтій кігті» № 1 (жовтень 1956 р.) У « Atlas Comics», попереднику Marvel 1950-х років. З тих пір Ву з'являвся в різних публікаціях Marvel.
Персонажа грає Рандалл Парк у Кіносесвіті Marvel. У фільмі Людина-мураха та Оса він є агентом ФБР та офіцером, стежить за Скоттом Ленґом, персонаж з'явиться у серіалі ВандаВіжен.

## Історія публікації
Джиммі Ву був героєм шпигунської серії Yellow Claw, названої на свого антагоніста, комуністичного мандарина «жовтої небезпеки». Хоча короткотривалий серіал, названий на честь цього лиходія, вийшов лише у чотирьох випусках (жовтень 1956 — квітень 1957), у ньому були представлені мистецтва Манелі, Джека Кірбі та Джона Северина .
Ву продовжував з'являтися в серіях Marvel 1977—1979 Godzilla та серіалі Marvel 2006-07 Агенти Атласу . Перед скасуванням 90-х років альтернативного всесвіту Marvel відбиток Razorline, як створені, але неопубліковані заголовки різних його серій готувались поєднати Razorline з первинною безперервністю Marvel, Woo, а також Ніком Ф'юрі та іншими агентами Щ. И.Т.а, запрошеними у Wraitheart № 5. Ву зіграв роль лідера команди операторів Щ. И.Т.а з кодовою назвою «Агенти Атласу» в серії 2006—2007 цього імені.

## Біографія вигаданого персонажа
Джеймс Ву — азійсько-американський агент ФБР, призначений в основному розслідувати і затримувати китайсько- національний мандарин, відомий як «Жовтий кіготь», манку Фу Фу Маньчжу (автор Сакс Ромер мав роман «Фу Маньчжу» під назвою «Жовтий кіготь»). Жовтий Когтя, який намагається домінувати над світом, у коміксах 2000-х років стверджував, що його американська рубрика — це неправильна література китайських ієрогліфів для «Золотого кігтя». Ускладнюючи справи, внучка Когтя, Суван, була закохана у Ву в серії 1950-х.
У розповідях про рекоти, Ву — агент ФБР, призначений у 1958 році для нагляду за командою супергероїв 1950-х « Месники», короткотривалим попередником більш пізньої, більш сформованої команди цього імені.
Як агент Щ. И.Т.а, Ву продовжував приєднуватися до свого "загону Ґодзілла ", щоб полювати на гігантського монстра Ґодзілла (персонаж із тривалої серії фільмів японської кіностудії Toho). Цей підрозділ, очолюваний Думом Думом Дуганом, використовував таку зброю, як гігантський роботодавець під назвою Червоний Ронін (для якого Ву був увійшов до списку кандидата в пілоти), а його штаб-квартира була у меншій версії вертольота Щ. И.Т.а, відомого як Бегемот.
Ву був тимчасово замінений Life Model Decoy (формою штучної людини, використовуваної Щ. И.Т.а) самосвідомого, відродженого класу «Дельтан» і пройшов через п'ять таких тіл, перш ніж померти з іншими каяттями ЛМД. Ву відзнявся від застою разом з іншими високопоставленими офіцерами, яких забрали та замінили.
У історіях 2006—2007 років Ву намагався здійснити таємний набіг на групу, ідентифіковану як The Atlas Foundation . Підійшовши до AWOL і взявши з собою ще декількох бажаючих агентів, він проникнув у Атлантський фонд, в результаті чого всі новобранці були вбиті. Ву був критично спалений і втратив вищі функції мозку. Колишній «Месник Горіл-Ман» 1950-х років, а також агент Щ. И.Т.а, дав організації класифікований запис команди 1950-х років, про який Щ. И.Т.а не мав попередніх знань. Gorilla-Man рятує Ву за допомогою товаришів по команді М-11 1950-х та Marvel Boy, які відновлюють Ву до 1958 року.
Разом зі своїми товаришами по команді він слідкує за Атласним фондом у всьому світі, повертаючи Намору до життя та врешті-решт протистоячи Жовтій кігті, який виявляє, що ціле випробування було лише випробуванням. Коли Ву пройшов його, Жовтий Кліш покінчив життя самогубством, закінчивши своє довге життя і поставивши Ву на посаду голови Фонду «Атлас». Пізніше Ву повернувся в Нью-Йорку, де він і Людина-павук закрили непокірну клітку Фонду Атлас.   Пізніше Ву стає керівником Паназійської школи для незвичайно обдарованих, школи для азійських підлітків, що базується в Мумбаї, Індія, з надлюдськими здібностями. Санджар Джавід — викладач там.
Ву з'являється поряд з азійсько-американськими супергероями Халком (Amadeus Cho), пані Марвел, Шан-Чи, агентом Silk і Щ. И.Т.а Джейком О, на благодійній акції, атакованій чужою армією. Охоплюючи свою групу «Захисниками», Ву згуртовує героїв та перехожих, перемагаючи своїх викрадачів. Під час Війни за царства Ву залучає більшість захисників та декількох інших азійських та тихоокеанських супергероїв до фонду «Атлас» як нових агентів Атласу. Після цього Ву поновлює свої обов'язки керівника Фонду «Атлас» і встановлює Браун як лідера «Нових агентів». Він також об'єднується з Blue Marvel та Night Thrasher, щоб створити нову ітерацію «Три X». Під час нападу підводного царства Атлантида під керівництвом Намора проти міста-порталу Пан Ву представляє один одному оригінальні та нові Атлантські агенти.

## Інші версії

### Ultimate Marvel
У всесвіті Ultimate Marvel Джиммі Ву є агентом Щ. И.Т.а, який співпрацює з Шерон Картер. Він був представлений в Ultimate Spider-Man № 16, в якому він і Картер намагаються захопити лікаря Восьминога.

## В інших медіа

### Телебачення
- Джиммі Ву з'являється в «Месниках: наймогутніших героїв Землі», озвучених Ноланом Нортом .[17]
- В Агентах Щ. И.Т.а , Джиммі Ву — один із контактів, що спостерігаються на мобільному телефоні Мелінди Мей.[18]
- Рендалл Парк зіграє свою роль Джиммі Ву в майбутньому серіалі ВандаВіжен.[19]

### Фільм
Рендалл Парк зображує Джиммі Ву в «Людина-мурахаха та Оса». Ця версія є агентом ФБР, який стежить за домашнім арештом Скотта Ленґа . Він помітно більш комічний, ніж його втілення у коміксах, і, незважаючи на прояв деякої ворожнечі до Ланга, він, схоже, хоче бути з ним дружнім.

### Відео ігри
Джиммі Ву з'являється у героях Marvel, озвучених Джеймсом Сі .